# Jennifer Rodriguez
Jennifer Rodriguez (n. 8 iunie 1976, Miami, Florida, SUA) este o sportivă ce a reprezentat Statele Unite ale Americii, medaliată olimpică. A participat la 4 ediții ale Jocurilor Olimpice (1998, 2002, 2006, 2010) în care a câștigat două medalii de bronz.